# 브로디 레탈릭
브로디 앨런 레탈릭(영어: Brodie Allan Retallick, 1991년 5월 31일~)은 뉴질랜드의 럭비 유니언 선수로 포지션은 록이다. 현재 재팬 럭비 리그 원의 코벨코 고베 스틸러스 소속으로 뛰고 있다. 
2012년에 뉴질랜드 대표팀에 발탁되어 2015년 럭비 월드컵 우승에 기여하는 등 테스트 매치(국제 경기) 100회 이상 출전했다. 그는 국제 경기에서 샘 화이트록과의 조합으로 잘 알려져 있으며 2012년부터 2023년까지 50회 이상 동반으로 출전했다. 2014년에는 월드 럭비 올해의 선수상을 수상했으며 현재까지 최연소 수상자이기도 하다.